# Cyclopodia minor
Cyclopodia minor är en tvåvingeart som beskrevs av Speiser 1900. Cyclopodia minor ingår i släktet Cyclopodia och familjen lusflugor. Inga underarter finns listade i Catalogue of Life.